# Наложница в Гиве

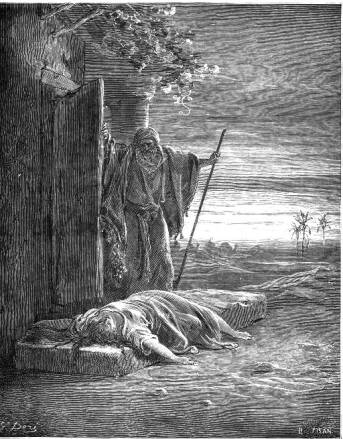
Израильтянин обнаруживает свою наложницу мертвой у входа в дом
Гюстав Доре, ок. 1880

Наложница в Гиве — сюжет из Книги Судей Израилевых. Наложница (пилегеш) левита была изнасилована некими людьми из колена Вениаминова, после чего умерла. Левит разрезал тело наложницы на 12 частей и разослал 12 коленам израилевым.
Разъярённые племена Израиля потребовали свершить возмездие и отдать злоумышленников под суд. Вениамитяне отказались выдать преступников на суд других колен, спровоцировав гражданскую войну, в результате которой израильтяне систематически истребляли колено Вениаминово, в том числе женщин и детей. Кроме того, израильтяне поклялись не выдавать своих дочерей замуж за вениамитян.
Когда колено было истреблено практически полностью, включая всех женщин, было решено, что необходимо позволить колену выжить. Мужчины из города Явеш-Гилада (Иавис Галаадский), которые отказались участвовать в наказании вениамитян, были перебиты. Их дочери были выданы за выживших мужчин из этого колена (Суд. 19—21). В результате войны колено Вениаминово стало «наименьшим из колен». Однако Гива Вениаминова позже была заселена тем же коленом: первый царь Израиля, Саул, происходил из этого колена (1Цар. 9:1, 2), из города Гивы (1Цар. 10:26).

## Библейская история

### Надругательство в Гиве

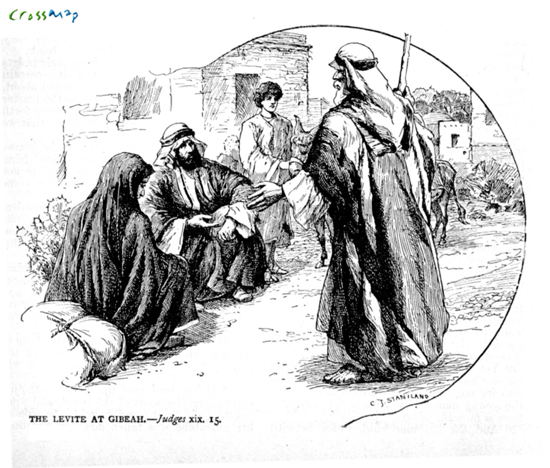
Левит пытается найти ночлег в Гиве
Charles Joseph Staniland, ок. 1900

Наложница некоего левита из гор Эфраима оставила его и вернулась в родительский дом в Вифлееме. Левит со слугой и парой ослов отправился за ней. На протяжении пяти дней её отцу удавалось задержать его возвращение. На пятый день к вечеру левит покинул его дом.
Когда они проходили город иевусеев (как назывался Иерусалим до его захвата израильтянами), слуга предложил переночевать. Однако Левит отказался заходить «в город чужих, что не из сынов Израиля», и они продолжили путь до Гивы Вениаминовой.
К ночи они добрались до Гивы, но никто на городской площади не предлагает им место ночлега. В конце концов старик, также родом из гор Эфраима, но давно живущий среди 
вениамитян, возвращаясь с полей, приглашает их к себе домой, кормит ослов, путники моют ноги, едят и пьют.
Внезапно местные жители окружают дом, и требуют у пожилого хозяина «выведи того человека, который вошел в дом твой, и мы познаем его» (познать в этом контексте эвфемизм полового акта).

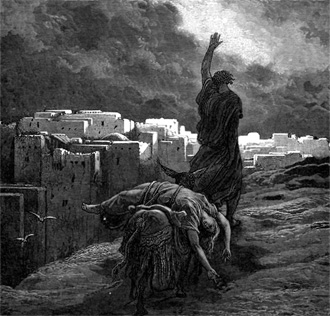
Бесчестие Гивы: Левит выносит мёртвую наложницу
Гюстав Доре, ок. 1890

Вместо гостя старик предлагает свою дочь-девственницу и наложницу Левита. Сцена похожа на описание сюжета Лота и его дочерей из книги Бытия. Согласно Кену Стоуну, насилие над женщиной считалось меньшим позором, чем над мужчиной, по крайней мере в глазах других мужчин. Такой подход отражает социальную субординацию женщин и тот факт, что гомосексуальное изнасилование считалось особо серьёзным покушением на мужское достоинство.
Толпа не прекратила угроз изнасилования, и Левит вывел свою наложницу наружу. «И они познали её, и издевались над нею всю ночь до утра». Под утро её, бесчувственную, нашли мёртвой под дверью дома. По описаниям не совсем понятно, как и когда умерла женщина.
После возвращения домой Левит разрезал её на 12 частей и разослал по всем коленам израилевым, требуя мести.

### Бой в Гиве
Известие потрясло израильтян: такого не было в Израиле со дня Исхода. Разгневанные израильтяне собрались в Мицпе (Массифе), при этом произнеся заклятие на тех, кто не придёт на собрание: жители тех городов, которые не придут, навлекут на себя страшное проклятие. Вениамитяне отказались выдать преступников, и собрались на войну против 400-тысячного ополчения, выставив 26-тысячное профессиональное войско, из них 700 — жители Гивы, искуснейшие метатели камней из пращи. В первый и второй день битвы израильтяне терпели сокрушительные поражения, потеряв соответственно 22 и 18 тыс. воинов.
На третий день израильтяне устроили засаду у Гивы. Вениамитяне, убив около 30 человек, надеялись на очередную победу и погнались за отступающими израильтянами. Выманив их города, засада израильтян напала на Гиву, «и поразила весь город острием меча». Разъярённые израильтяне уничтожили все города Вениамина, убивая жителей и скот. Уцелело лишь 600 воинов, занявших скалу Риммон..

### Примирение с Вениамином

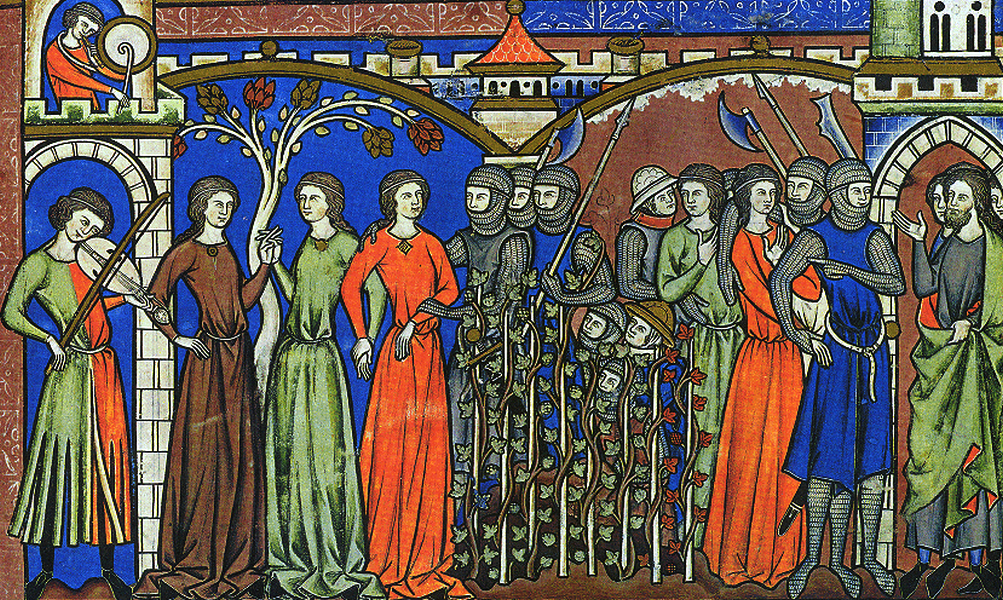
Иллюстрация из Библии Мациевского: вениамитяне берут женщин Шило в жёны

На собрании в Мицпе израильтяне поклялись не отдавать своих дочерей замуж за вениамитян. Однако вскоре гнев сменился скорбью о случившемся, и было решено восстановить колено. Клятва затрудняла это дело.
Заклятие оказалось роковым для жителей Явеш-Гилада, не присоединившихся к ополчению. Туда был послан отряд в 12 000 человек, который перебил всех жителей Явеш-Гилада, кроме 400 девиц, «которые не познали ложа мужского».
Израильтяне послали примирительную делегацию к вениамитянам и отдали им захваченных женщин, «чтобы не исчезло колено израилево». Однако этого оказалось недостаточно, недоставало ещё 200 невест.
По совету старейшин, и чтобы клятва не была нарушена, вениамитяне спрятались в засаде в виноградниках, возле места, где традиционно девушки из Шило (Силома) водят хороводы на ежегодный праздник. Похитив себе по девушке, они возвратились в свои уделы.

## Позднейшие упоминания
Упоминается в книге пророка Осии (Ос. 9:9, Ос. 10:9)

## Датировка
Судя по тому, что во время тех событий ещё был жив Финеес, сын Елеазара (Суд. 20:28), событие произошло в самом начале эпохи Судей, хотя и помещено в конце книги.